# Paus Lucius II
Lucius II, geboren als Gerhardo Caccianameci dal Orso (Bologna, geboortedatum onbekend - Rome, 15 februari 1145) was paus van 9 maart 1144 tot aan zijn overlijden in 1145.
Lucius was voor zijn pausverkiezing regulier kanunnik in Bologna, kardinaal-priester (1124), pauselijk legaat in Duitsland (1125-1126), pauselijk kanselier en bibliothecaris. In zijn dispuut met de senaat van Rome, kwam hij onder vuur te liggen en zou overleden zijn aan de verwondingen die hij opliep van naar hem geworpen stenen.
Tijdens zijn pontificaat maakte hij een einde aan het dispuut tussen de bisschop van Tours en de bisschop van Dol.
Cursief: tegenpaus